# Xaver Stalder
Xaver Stalder (* 1. Dezember 1868 in Sarmenstorf; † 26. August 1936 ebenda; heimatberechtigt in Sarmenstorf) war ein Schweizer Politiker (KVP) und Richter. Von 1914 bis 1935 war er Regierungsrat des Kantons Aargau.

## Biografie
Stalder wurde im Alter von elf Jahren Vollwaise und kam an die Stiftsschule des Klosters Einsiedeln. 1885 kehrte er nach Sarmenstorf zurück, um die väterliche Liegenschaft zu übernehmen. 1889 erfolgte die Wahl zum Richter am Bezirksgericht in Bremgarten, ab 1898 war er dessen Vizepräsident, von 1907 bis 1914 dessen Präsident. In seiner Heimatgemeinde wirkte er als Präsident der Kommission für die Trockenlegung und Melioration des Sumpfgebietes, ausserdem war er an der Planung der Wohlen-Meisterschwanden-Bahn beteiligt.
1901 wurde Stalder in den Grossen Rat gewählt, den er 1913/14 präsidierte. Im Jahr 1914 folgte die Wahl in die Kantonsregierung. Als Regierungsrat stand er zunächst dem Departement des Innern vor, später dem Justiz- und Polizeidepartement. Nach 21 Jahren im Amt erklärte er 1935 aus gesundheitlichen Gründen seinen Rücktritt.